# Cesare Beccaria

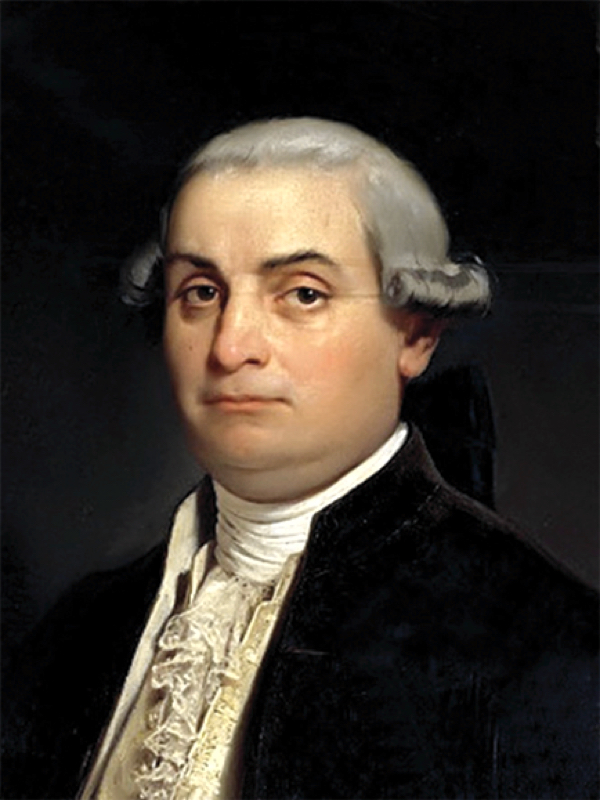
Cesare Beccaria, italienischer Rechtsphilosoph.

Cesare Beccaria (eigentlich Bonesana; * 15. März 1738 in Mailand; † 28. November 1794 ebenda) war ein bedeutender italienischer Rechtsphilosoph und Strafrechtsreformer im Zeitalter der Aufklärung. Aufgrund seines Werkes „Dei delitti e delle pene“ (deutsch: „Von den Verbrechen und von den Strafen“) gilt dieser Aufklärer zudem als Begründer der „Klassischen Schule der Kriminologie“.

## Hauptwerk
1758 beendete er sein Studium der Rechtswissenschaft an der Universität Pavia. Berühmt wurde er durch sein 1764 erschienenes und in 22 Sprachen übersetztes Buch „Dei delitti e delle pene“ (deutsch: „Von den Verbrechen und von den Strafen“). In diesem, vom Gedankengut der Aufklärung und der utilitaristischen Ethik geprägten Werk vertrat er die These, dass der Staat nur das Maß an Strafen verhängen solle, welches zur Aufrechterhaltung der Ordnung erforderlich ist. Bei der Strafzumessung sei der Grundsatz der Verhältnismäßigkeit zu beachten. Nicht die Schwere der Strafe sei entscheidend, sondern die konsequente Anwendung der Strafgesetze. Folter und Todesstrafe lehnte Beccaria jedenfalls für normale und „ruhige Zeiten“ ab. In unruhigen Zeiten jedoch sei zumindest die Todesstrafe weiterhin unverzichtbar.
Der 1762 in Toulouse an Jean Calas verübte Justizmord soll ihn zur Herausgabe seines Buches veranlasst haben.

## Rezeption
Die frühesten deutschen Übersetzungen sind von Albrecht Wittenberg (Hamburg 1766), von Jakob Schultes (Ulm 1767), von Philipp Jakob Flathe mit Anmerkungen von Karl Ferdinand Hommel (Breslau 1778; 2. Auflage 1788), von Johann Adam Bergk (Leipzig 1798, neue Ausgabe 1817), neuere von Hermann Gareis (Leipzig 1841), Julius Glaser (Wien 1851; 2. Auflage 1876) und M. Waldeck (Berlin 1870). Unter den zuerst veröffentlichten Kommentaren verdienen die von Voltaire („Commentaire sur le livre des délits et des peines“, 1766) und von Diderot (in der Ausgabe von Röderer) sowie von Schall („Von Verbrechen und Strafen“, Leipzig 1779) genannt zu werden.
Sein Werk bildete in ganz Europa die Grundlage zu Reformen des Strafrechts. Allerdings bedeutete dies nicht, dass seine Auffassungen sogleich auf allgemeine Zustimmung gestoßen wären. Im deutschsprachigen Raum etwa war die erste, 1766 von Albrecht von Haller verfasste Rezension seines Hauptwerks ein Verriss, in dem der Rezensent sich sogar für die Übernahme des englischen Strafrechts aussprach, in dem zur damaligen Zeit auch geringfügige Vergehen bereits die Todesstrafe nach sich ziehen konnten. Im selben Jahr äußerte sich auch Moses Mendelssohn kritisch über Beccaria, während viele seiner Sympathisanten (etwa Karl Ferdinand Hommel) zwar Beccarias Prinzip einer auf Verhältnismäßigkeit zielenden Strafzumessung unterstützten, zugleich aber an der Todesstrafe als Ultima Ratio des Strafverfahrens gegen Schwerverbrecher festhielten.
Zu den zeitgenössischen Verteidigern der Todesstrafe zählten unter anderen Immanuel Kant, Johann Wolfgang von Goethe sowie Georg Wilhelm Friedrich Hegel. Sie alle vertraten die Ansicht, dass dem Staat im Sinne eines auf Vergeltung ausgerichteten Strafrechts in der Todesstrafe ein äußerstes Mittel bleiben müsse, um auf schwerste Verstöße gegen die Rechtsordnung reagieren zu können.
Die Wirkung Beccarias ist demnach für den deutschsprachigen Raum weniger als Auslöser eines Umdenkprozesses zu bewerten, denn vielmehr als Ideengeber und Argumentationshelfer in einem sich später (im beginnenden 19. Jahrhundert) aus anderen Motiven speisenden Prozess einer allmählichen Abkehr des Staates von Todesstrafe und Folter. Die jetzt allmählich zahlreicher auftretenden Zweifler am Sinn der Todesstrafe konnten diese Abkehr mit Beccarias Argumenten verstärken und beschleunigen.
Die 1767 erschienene englische Übersetzung On Crimes and Punishments beeinflusste maßgeblich die Ideen der amerikanischen Revolutionäre und Verfassungsväter sowie der ersten vier Präsidenten, was jedoch später in Vergessenheit geriet.
Ab der zweiten Hälfte des 20. Jahrhunderts wurden zunehmend auch kritische Stimmen laut. Zum einen wurde darauf hingewiesen, dass Beccarias Nützlichkeitserwägungen zweischneidig seien und gerade auch für eine – als notwendig betrachtete – Verschärfung des Strafrechts benutzt werden könnten. Zum anderen wurde bestritten, dass Beccaria wirklich von der Willensfreiheit des Delinquenten ausgegangen sei. Beccaria sei vielmehr Determinist gewesen.

## Weitere Werke
Beccaria gehört zu den Begründern der modernen Politischen Ökonomie. Von 1769 bis 1771 lehrte er Kameralwissenschaften an den Mailänder Scuole Palatine. Seine Vorlesungen, die Elementi di economia pubblica, erschienen posthum 1804.

## Eponyme
- Zur Erinnerung an Césare Beccaria verleiht die Kriminologische Gesellschaft die Beccaria-Medaille.
- 2000 wurde der Asteroid (8935) Beccaria nach ihm benannt.[10]
- Der Landespräventionsrat Niedersachsen (LPR) bietet im Rahmen des Beccaria-Qualifizierungsprogramms eine berufliche Weiterbildung zur Fachkraft für Kriminalprävention an.[11]

## Werkausgabe
- Edizione nazionale delle opere di Cesare Beccaria, diretta da Luigi Firpo e Gianni Francioni. 16 Bände. Mediobanca, Milano 1984–2014.